# Rubén Iván Martínez Andrade
Rubén Iván Martínez Andrade   (Coristanco, 22 de juny de 1984) és un futbolista gallec que juga com a porter.

## Biografia
Va fitxar pel FC Barcelona procedent de la SD Orillamar de La Corunya. Rubén va passar per totes les categories del club fins a arribar al primer equip la temporada 2004-2005 després de la cessió de Rüstü i va esdevenir el tercer porter, per darrere de Víctor Valdés i Albert Jorquera. En la seva primera temporada al primer equip va jugar dos partits de lliga. En 2007 fou cedit al Ràcing de Ferrol.
L'estiu del 2008 fitxa pel FC Cartagena, amb qui puja a Segona Divisió a l'any següent.

## Trajectòria
- 1997-1998 FC Barcelona Infantil
- 1998-2000 FC Barcelona Cadet
- 2000-2002 FC Barcelona Juvenil
- 2002-2003 FC Barcelona Juvenil- FC Barcelona C
- 2003-2004 FC Barcelona C - FC Barcelona B
- 2004-2005 FC Barcelona B - FC Barcelona
- 2004-2006 FC Barcelona
- 2006-2008 Racing Club de Ferrol (cedit)
- 2008-2010 FC Cartagena
- 2010-2012 Màlaga CF
- 2012-2014 Rayo Vallecano de Madrid (cedit)
- 2014- Unión Deportiva Almeria

## Palmarès

### Club
Barcelona
- La Liga: 2004–05
- Supercopa d'Espanya (2006)

Anderlecht
- Primera divisió de Bèlgica: 2016–17

Osasuna
- Segona Divisió: 2018–19[1]

### Internacional
Espanya sub-23
- Jocs del Mediterrani: 2005